# Fontaine de Charonne
La Fontaine de Charonne, anteriormente conocida como Fontaine Trogneux, es una fuente histórica en París, Francia.

## Ubicación
La fuente se encuentra en la esquina de la rue du Faubourg-Saint-Antoine y de la rue de Charonne.

## Historia
La fuente fue construida a partir de 1719 hasta 1724 para los habitantes de Faubourg Saint-Antoine para tener acceso al agua. Fue diseñado por el arquitecto Jean Beausire. fue nombrado después Mr. Trogneux, posadero, que vivía en el barrio.
La fuente fue restaurada a partir de 1806 a 1810, y fue restaurada en el año 1963.

## Importancia arquitectónica
Ha sido catalogada como un monumento histórico nacional desde 1995.